# 六羰基三环丁烷并苯
六羰基三环丁烷并苯是一种有机碳氧化物，其分子式为C12O6。该化合物可以看作是三环丁烷并苯的六羰基取代物。

## 历史
六羰基三环丁烷并苯由T. Hamura等人于2006年用烯酮甲硅烷基缩醛促进苯炔等化合物与环丙烷发生环加成反应首次合成，并利用13C核磁共振分析检测。